# Stadio Steno Borghese
Lo stadio Steno Borghese è uno stadio di baseball della città italiana di Nettuno.
Inaugurato nel 1991 e ampliato in occasione del mondiale del 1998, è il maggior impianto di baseball in Italia, con una capienza di circa 8 000 spettatori.
Nella sua storia ha ospitato numerose manifestazioni di carattere internazionale, tra cui molte partite dei mondiali e degli europei.
Nel 2008 ha ospitato quattro gare delle Italian Baseball Series contro T&A San Marino ed è stato uno degli stadi italiani ad ospitare le fasi finali del mondiale di baseball tenutosi nel settembre 2009, ospitando anche la finale del mondiale, giocatasi davanti a 8.000 persone che ha visto vincere gli Stati Uniti contro Cuba.
Lo stadio deve il suo nome al Principe Steno Borghese, appassionato e fondamentale edificatore del Baseball a Nettuno ed in seguito in italia, riuscì a fondere le due leghe principali italiane in un'unica federazione, la FIPAB, successivamente FIBS.

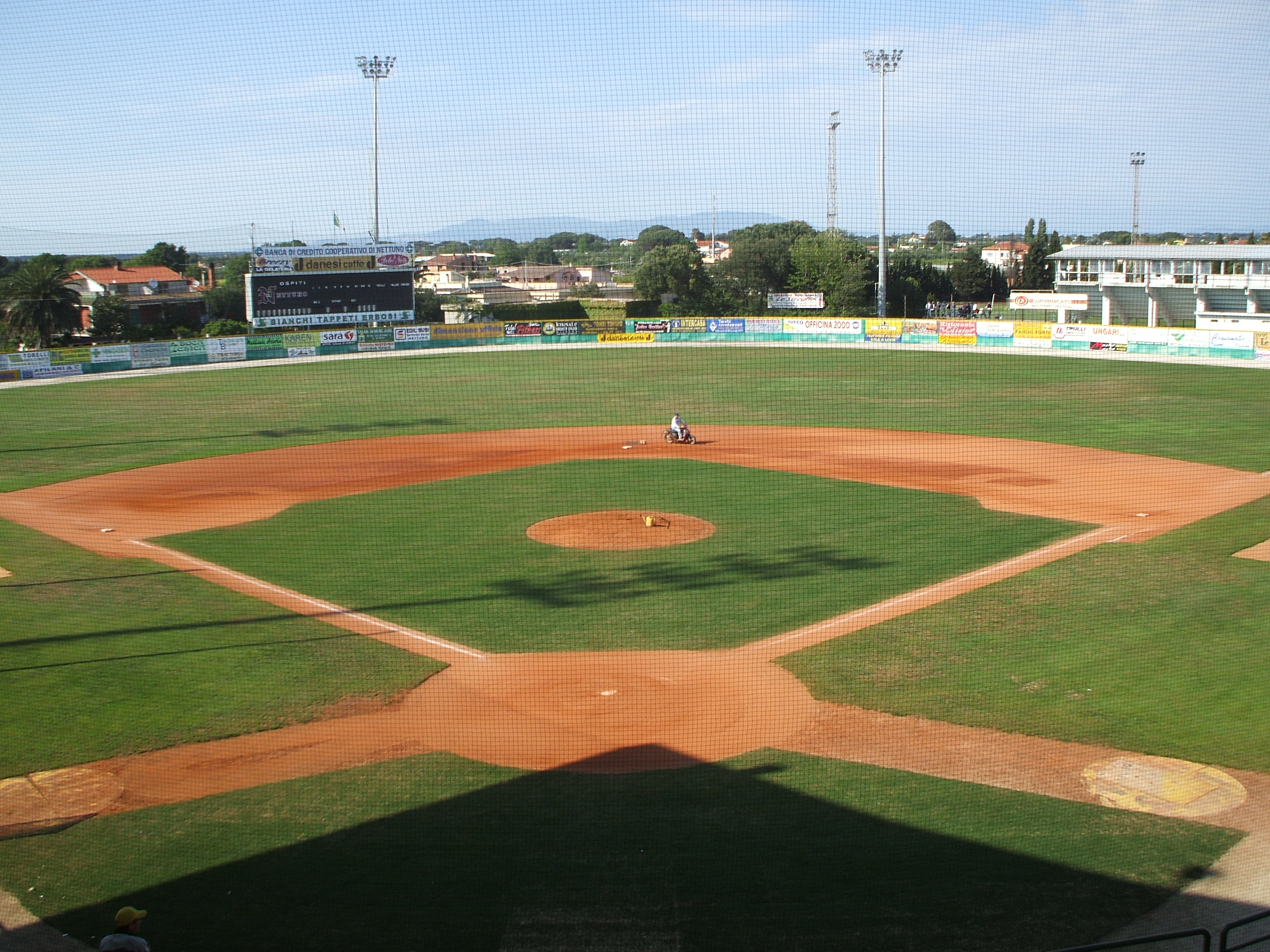
Particolare del campo interno